# Turanana cytis
Turanana cytis är en fjärilsart som beskrevs av Hugo Theodor Christoph 1877. Turanana cytis ingår i släktet Turanana och familjen juvelvingar. Inga underarter finns listade i Catalogue of Life.